# Abbaye de Bon Secours
Pour les articles homonymes, voir Bon Secours.
L'abbaye de Bon Secours est un monastère construit en 1904, en Belgique, dans la Province de Hainaut. Cette abbaye accueille environ 50 religieuses et 200 pensionnaires. En 1981, la maison est achetée et transformée en maison pour personnes handicapées tandis que la communauté religieuse est transférée à Péruwelz.